# Jean Rondeau
Jean Rondeau (Le Mans, 13 maggio 1946 – Champagné, 27 dicembre 1985) è stato un pilota automobilistico e costruttore di automobili da competizione francese.

## L'infanzia
Come molte persone nate nella cittadina francese, anche la vita di Jean Rondeau è intrecciata con le vicende della più famosa gara di durata del mondo: suo padre lo portò con sé a tre anni a vedere la 17ª edizione della 24 Ore di Le Mans, la prima dopo l'invasione della Francia da parte della Germania di Hitler. Da allora nacque la passione di Jean per le gare automobilistiche, che lo portò ad iniziare la carriera all'età di 8 anni e a partecipare a 10 anni al “Critérium du Jeune Pilote”, un evento organizzato dall'Automobile Club de l'Ouest (ACO) per scoprire nuovi talenti.

## Gli esordi
Nonostante la perdita del padre nel 1959, Rondeau decise di perseguire il suo obbiettivo, nonostante fosse ancora un ragazzo e nel 1968, dopo tanta insistenza, arrivano i primi risultati: dopo le prime esperienze sulle monoposto addestrative si dedica alle gare della categoria turismo, per poi passare agli sportprototipi. Dopo i successi con la Renault R8 Gordini, inizia a competere nel Trofeo Alpine, che si disputava con le Renault-Alpine, dove ottenne un 12º posto nell'anno del debutto, mentre l'anno successivo, ancora nel Trofeo Alpine, Rondeau raggiunse la finale del "Volant Shell", finendo al 5º posto. Nei primi due anni del 70, Rondeau decise di dedicarsi alle cronoscalate, sempre alla guida di un'Alpine-Renault, vincendo 12 prove e raccogliendo ulteriori 5 vittorie nelle gare in circuito riservate alle vetture Sport.

## Il debutto a Le Mans
Dopo due anni con l'Alpine, Jean Rondeau poté finalmente realizzare il sogno di partecipare alla 24 Ore di Le Mans: nel 1972 guidò la Chevron B21-Ford nella categoria "Sport 2 Litri", iscritta dal team inglese di Brian Robinson, e nelle prove ufficiali, ottenne il miglior tempo della sua classe.
Guidando per un team privato e con un budget limitato, Rondeau decise di ritirarsi dalla gara alla nona ora della prova a causa della difficoltà nel riparare la Chevron per mancanza di pezzi di ricambio. Lungi dal rinunciare, Rondeau decise di partecipare a una delle due restanti prove del Campionato mondiale Marche, la 1000 km di Zeltweg, dove terminò al 12º posto con la stessa Chevron B21-Ford di Brian Robinson.
Nel 1973, Rondeau torna a cercare fortuna a Le Mans, questa volta con la Porsche 908/02 del francese Christian Poirot nella categoria Sport 3 litri, ma non riesce nemmeno a qualificarsi. Emigra poi nel Regno Unito, dove si guadagna il Trofeo "British Leyland", per poi ritornare l'anno seguente al Circuit de la Sarthe ancora con Poirot e la sua Porsche.
Nel 1974 ottenne il 25º tempo durante le qualifiche e terminò la gara al 7º posto nella categoria Sport 3 Litri, e 19º in classifica generale. Dopo 3 tentativi senza successo nelle categorie degli sport-prototipi, Rondeau partecipò alla 24 Ore di Le Mans del 1975 nella categoria Turismo, pilotando la Mazda RX-3 di Claude Bouchet, ma fu costretto al ritiro da problemi al motore a metà gara.

## Il pilota-costruttore
Sempre molto ambizioso, Rondeau decise di dare una svolta alla sua carriera e divenne un pilota-costruttore: era l'anno 1976, a due anni di distanza dal ritiro della Matra da Le Mans e dal Mondiale Marche dopo 3 vittorie consecutive e 10 anni di ininterrotta partecipazione. Senza una squadra francese in gara, alla 24 Ore di Le Mans del 1975, ci fu un dominio dalle squadre inglesi e tedesche, nonostante la presenza di Ligier con il suo 2º posto nella classifica generale: in verità la Ligier non fu mai un reale un ostacolo per le Mirage e le Lola in quella edizione e solo i problemi meccanici che interessarono le T292 e T294 della marca fondato da Eric Broadley (curiosamente iscritte da un team francese) le permisero il suo miglior risultato di sempre a Le Mans.
Ma dal desiderio di tornare a una forte e credibile presenza francese a Le Mans nacquero due progetti, uno patrocinato dall'ex-progettista Peugeot Gerard Welter e l'altro su iniziativa di Jean Rondeau: entrambi i progetti, che miravano a formare una "Equipe de France", partivano dall'idea di utilizzare il motore PRV (Peugeot, Renault e Volvo) V6 2,7 litri ed i prototipi furono costruiti secondo le regole del Gruppo 6 - GTP, le cosiddette Gran Turismo Prototipo. Rondeau, che però aveva bene in mente la potenza del Ford Cosworth DFV (all'epoca ampiamente utilizzato in Formula 1) portati in pista dalle inglesi Mirage, scelse in seguito di costruire una GTP competitiva ma poco "patriottica", scommettendo sul motore da corsa a discapito del propulsore francese derivato dalla serie: questa scelta gli valse la mancanza di sostegno da parte delle grandi aziende francesi, che appoggiarono invece il progetto di Gerard Welter.
A questo punto Rondeau giocò una carta a sorpresa e firmò un contratto con la multinazionale della carta Inaltera; tale accordo comprendeva, in cambio della sponsorizzazione, l'attribuzione del nome del prototipo in fase di costruzione. Con questa mossa, Rondeau era sulla bocca di tutti e fece tanto scalpore che alla 24 Ore di Le Mans del 1976 la TF1, la principale emittente televisiva francese, diede ordini specifici ai suoi commentatori di non pronunciare il nome dello sponsor di Rondeau e nemmeno il nome ufficiale del prototipo, che fu battezzato Inaltera LM. Le due vetture che vennero iscritte alla gara furono completate in soli 5 mesi da Rondeau, un gruppo di suoi amici di lunga data e dai dipendenti del "Bureau de Design Ovale", l'azienda che aveva progettato l'aerodinamica della Inaltera LM e furono letteralmente costruite nel cortile della sua casa, a pochi passi del circuito La Sarthe. Da allora in poi le vicende personali e sportive di Jean Rondeau si intrecciarono con quelle delle vetture da lui costruite dapprima con il nome Inaltera e in seguito Automobiles Jean Rondeau.
Nel 1980 riuscì, in coppia con il pilota francese Jean-Pierre Jaussaud, ad aggiudicarsi la 24 Ore di Le Mans, nella storia della gara è l'unico pilota a vincere con una vettura di sua costruzione e che porta il suo nome.

## Gli ultimi anni

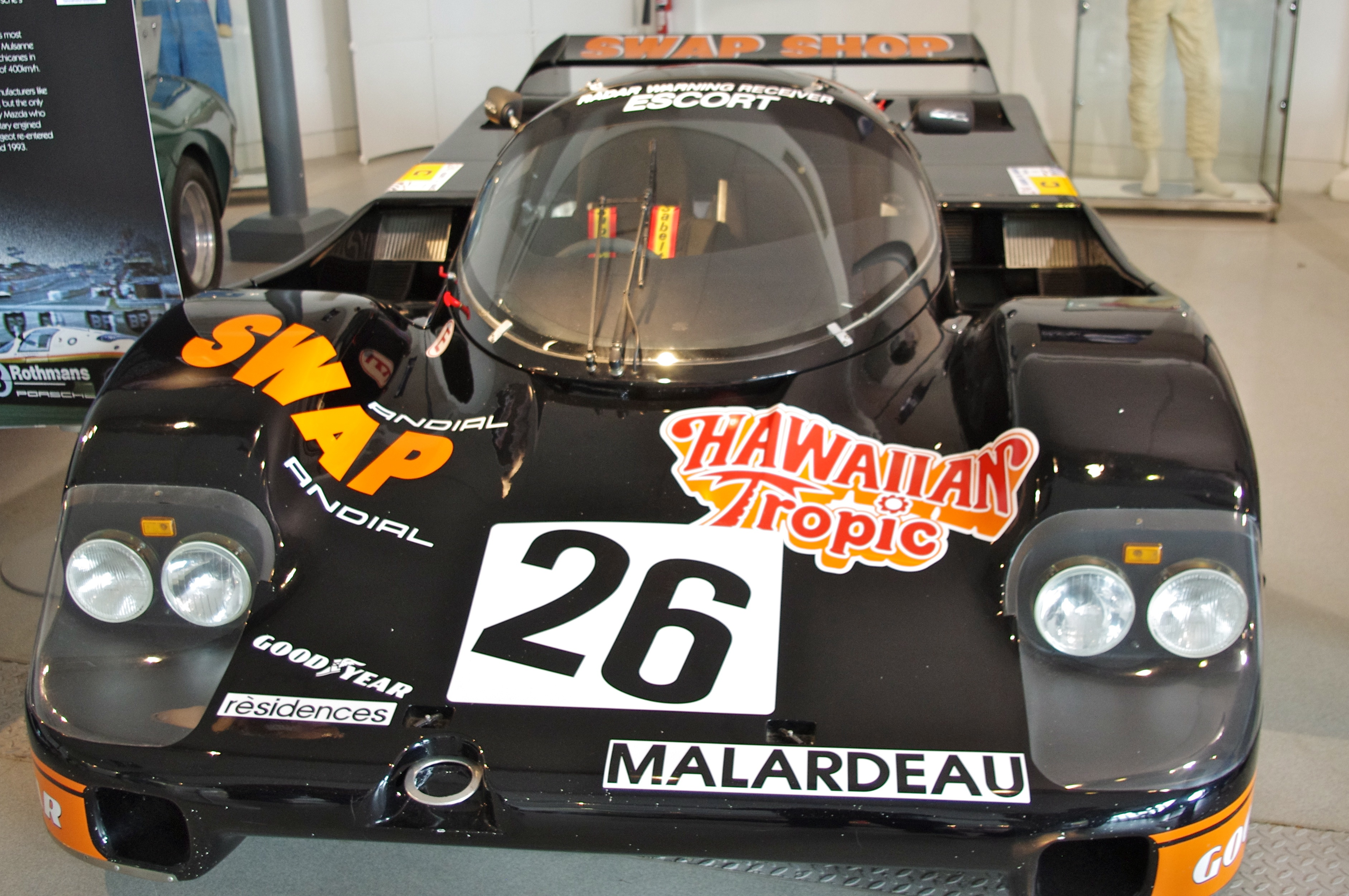
La Porsche 956 con cui gareggiò nel 1984 a Le Mans

Dopo la fallimentare 24 Ore di Le Mans del 1983, la Ford France ritirò il suo appoggio economico e nonostante gli avesse commissionato una fornitura di monoposto addestrative, la sua azienda fu costretta alla chiusura alla fine del 1985 e nel frattempo non si iscrisse alle gare del 1984 e 1985. Di conseguenza il "pilota" Jean Rondeau gareggiò nella 24 Ore di Le Mans del 1984 con una Porsche 956 privata del team statunitense "T-Bird Swap Shop", diretto da Preston Henn, pilotando in coppia con lo statunitense John Paul, jr. e si classificò secondo alle spalle della vettura gemella iscritta dal team Joest Racing con un distacco di due giri, in una gara che vide assente il team ufficiale Porsche in polemica con gli organizzatori e la Federazione Internazionale dello Sport Automobilistico, ma che fu dominata dalle vetture tedesche con sette 956 private ai primi sette posti.
La gara del 1985 fu meno foriera di soddisfazioni: sulla WM P83B di Gruppo C spinta da un motore Peugeot, partito 21º in griglia, si classificò 17º in classifica generale insieme a Michel Pignard e Jean-Daniel Raulet, in un equipaggio tutto francese.
Il 27 dicembre 1985, alle 15:30, l'auto di Jean Rondeau restò intrappolata tra le sbarre del passaggio a livello di Champagné, un treno colpì la Porsche 944 sulla destra del paraurti, la macchina si girò e si infilò sotto il treno: per il pilota-costruttore non ci fu scampo.